# Kanton Wittingen

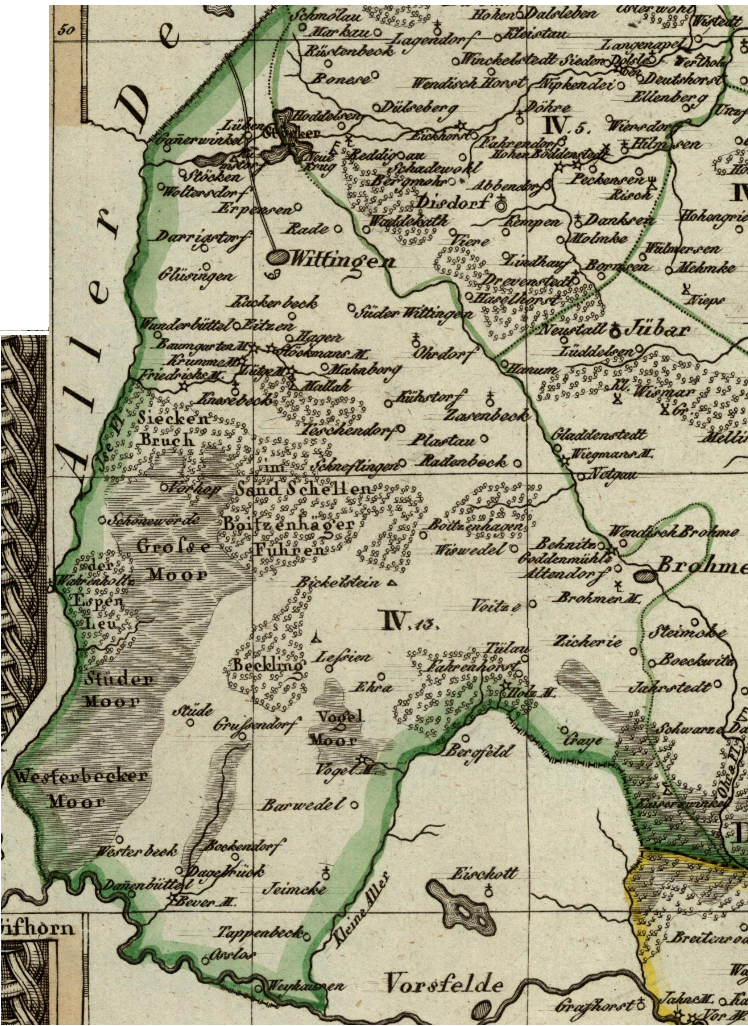
Der Kanton Wittingen (IV. 13) im Distrikt Salzwedel des Departements der Elbe des Königreichs Westphalen

Der Kanton Wittingen (auch Canton Wittingen) war eine Verwaltungseinheit im Königreich Westphalen. Er wurde 1810 nach der Einverleibung des Kurfürstentums Braunschweig-Lüneburg in das Königreich Westphalen gebildet und dem neu gebildeten Distrikt Salzwedel im Departement der Nieder-Elbe zugewiesen. Schon im März 1811 wurde das Departement der Nieder-Elbe aufgelöst und kam größtenteils an die neu geschaffenen hanseatischen Departements des französischen Kaiserreichs. Der Distrikt Salzwedel wurde an das Departement der Elbe angeschlossen. Kantonshauptort (chef lieu) des Kantons Wittingen war Wittingen im Landkreis Gifhorn (Niedersachsen). Nach Auflösung des Königreichs Westphalens im Oktober/November 1813 wurden die Kantone wieder aufgelöst und die vorherige Verwaltungsgliederung wiederhergestellt.

## Geschichte
Mit einem Decret vom 18. August 1807 schuf der französische Kaiser Napoleon das Königreich Westphalen. Es bestand im Wesentlichen aus dem (zu diesem Zeitpunkt ehemaligen) Kurfürstentum Hessen und preußischen Gebieten.  Preußen hatte 1807 im Frieden von Tilsit neben anderen Landesteilen auch die Altmark und das Herzogtum Magdeburg abtreten müssen, die dem neuen Königreich zugeschlagen wurden. Der erste und einzige König Hieronymus Napoleon (Jérôme Bonaparte), Bruder Napoleons erhielt aber erst am 1. Dezember 1807 die volle Souveränität über sein Königreich.
Aus Teilen der Altmark und kleineren, vom Königreich Sachsen abgetretenen Gebieten wurde das Departement der Elbe gebildet, das sich in vier Distrikte (Magdeburg, Neuhaldensleben, Stendal und Salzwedel) gliederte.
Im Jahre 1810 annektierte das Königreich Westphalen das bisherige Kurfürstentum Braunschweig-Lüneburg, auch Kurfürstentum Hannover genannt. Aus diesen Gebieten wurden drei neue Departements gebildet, das Departement der Nieder-Elbe, das Nord-Departement (später Departement der Elbe- und Weser-Mündung genannt) und das Departement der Aller. Der Distrikt Salzwedel des Departements der Elbe wurde formal aufgelöst. Gleichzeitig wurde ein neuer Distrikt Salzwedel im Departement der Nieder-Elbe gebildet. Der neue Distrikt Salzwedel im Departement der Nieder-Elbe erhielt acht Kantone aus dem aufgelösten Distrikt Salzwedel des Departement der Elbe (Kanton Jübar, Kanton Kalbe, Kanton Groß Apenburg, Kanton Beetzendorf, Kanton Diesdorf, Stadtkanton Salzwedel, Landkanton Salzwedel und Kanton Arendsee) und fünf neue, aus Gebieten des Kurfürstentums Braunschweig-Lüneburg gebildete Kantone: Quickborn, Lüchow, Gartow, Wittingen und Wustrow.
Nach der Division territoriale relative aux trois départements formés des anciennes provinces hanovriennes ..., das dem Königlichen Dekret vom 15. Juli 1810 beigeheftet war, bestand der Kanton Wittingen aus folgenden Städten, Dörfern und Gehöften (von der heutigen Schreibweise abweichende Originalschreibweisen sind kursiv gehalten):
- Wittingen, chef lieu
- Weyhausen, Osloß (Ossloss), Tappenbeck und Bokensdorf (Bockensdorff)
- Jembke (Jeimcke), Barwedel mit Vogelmühle, Westerbeck, Grußendorf (Grussendorf) und Stüde
- Dannenbüttel mit Bevermühle und Dagebrück, Platendorf (Platendorff), Neudorf (Neudorff) und Triangel mit Moorhaus
- Brome mit Altendorf (Altendorff)
- Benitz mit Gödchenmühle (Goedchenmühle), Wiswedel, Voitze und Kiebitzmühle (Kibitzmühle), Ehra und Forsthaus Zollhaus, Lessien (Lessin)
- Tülau mit Fahrenhorst und Holzmühle, Zicherie (Zecherei), Croya (Croye) und Forsthaus Kaiserwinkel
- Darrigsdorf (Darrigstorff), Glüsingen, Gannerwinkel (Günnerwinkel), Stöcken (Stoecken), Wollerstorf (Woltersdorff)
- Rade (Raade),  Erpensen, Lüben, Rumstorf (Rumstorff), Suderwittingen und Kakerbeck (Kackerbeck)
- Knesebeck, mit Krummühle, Baumgartenmühle, Stackmannsmühle (Stockmannsmühle), Friedrichsmühle, Forsthaus Malloh (Lage:), Eutzen (Eitzen), Hagen, Lütjemühle (Lüttgemühle), Stüh (Forsthaus zum Stich) (existiert nicht mehr, Lage:), Wunderbüttel
- Schönewörde, Vorhop
- Zasenbeck (Zasebeck), Radenbeck (Radensbeck) und Plastau
- Ohrdorf (Ohrdorff), Teschendorf, Küstorf (Kuhstorff), Schneflingen, Boitzenhagen und Mahnburg (Mahnborg)

Nach dem Werk Statistisches Repertorium über das Königreich Westphalen von Johann Georg Heinrich Hassel hatte der Kanton Wittingen 1811 eine Fläche von 7,55 Quadratmeilen und zählte 6806 Einwohner. Nach den Angaben von Friedrich Justin Bertuch hatte der Kanton 1811 dagegen eine Größe von 7,35 Quadratmeilen und 6833 Einwohner.
Im März 1811 musste das Königreich Westphalen große Teile des Departement Nieder-Elbe an das Französische Kaiserreich abtreten; aus ihnen wurden die Hanseatischen Departements gebildet. Das Departement Nieder-Elbe wurde aufgelöst. Der übrig gebliebene Distrikt Salzwedel wurde an das Departement der Elbe angeschlossen.
Nach dem Hof- und Staats-Handbuch des Königreichs Westphalen war Maire des Kantons Wittingen ein Herr Kotzebue.
Nach der Niederlage in der Völkerschlacht bei Leipzig im Oktober 1813 löste sich das Königreich Westphalen auf. Das Kurfürstentum Hessen wurde restituiert. Das Gebiet des Kantons Wittingen kam wieder zum Nachfolgestaat des Kurfürstentums Braunschweig-Lüneburg, das Königreich Hannover. Auch die Altmark und die preußischen Gebiete kamen wieder an Preußen. Ab 1814 wurde die vorherige Verwaltungsgliederung wiederhergestellt.